# Alloproctoides remyi
Alloproctoides remyi är en mångfotingart som beskrevs av Marquet och Bruno Condé 1950. Alloproctoides remyi ingår i släktet Alloproctoides och familjen Lophoproctidae. Inga underarter finns listade i Catalogue of Life.